# Grækenlands kvindefodboldlandshold
Grækenlands kvindefodboldlandshold er det nationale fodboldhold for kvinder i Grækenland. Det administreres af Grækenlands fodboldforbund.

## Deltagelse i VM i fodbold for kvinder
| VM slutrunder | VM slutrunder     | VM-kvalifikation | VM-kvalifikation | VM-kvalifikation | VM-kvalifikation | VM-kvalifikation | VM-kvalifikation | VM-kvalifikation | VM-kvalifikation |
| År            | Resultat          | K                | V                | U*               | T                | M+               | M-               | MF               |                  |
| ------------- | ----------------- | ---------------- | ---------------- | ---------------- | ---------------- | ---------------- | ---------------- | ---------------- | ---------------- |
| 1991          | Deltog ikke       | -                | -                | -                | -                | -                | -                | -                |                  |
| 1995          | Ikke kvalificeret | 4                | 0                | 0                | 4                | 1                | 15               | -14              |                  |
| 1999          | Ikke kvalificeret | 6                | 1                | 1                | 4                | 8                | 18               | -10              |                  |
| 2003          | Ikke kvalificeret | 6                | 1                | 0                | 5                | 7                | 19               | -12              |                  |
| 2007          | Ikke kvalificeret | 8                | 0                | 0                | 8                | 2                | 28               | -26              |                  |
| 2011          | Ikke kvalificeret | 8                | 3                | 0                | 5                | 11               | 20               | -9               |                  |
| 2015          | Ikke kvalificeret | 10               | 1                | 0                | 9                | 6                | 49               | −43              |                  |
| Total         | 0/6               | -                | -                | -                | -                | -                | -                | -                |                  |

*Uafgjort inkluderer knockout-kampe, som blev afgjort med straffesparkskonkurrence.